# كيث كاردونا
كيث كاردونا (بالإنجليزية: Keith Cardona)‏ (7 نوفمبر 1992 في الولايات المتحدة - ) هو لاعب كرة قدم أمريكي في مركز حراسة المرمى. شارك مع منتخب الولايات المتحدة تحت 17 سنة لكرة القدم ومنتخب الولايات المتحدة تحت 18 سنة لكرة القدم. أما مع النوادي، فقد لعب مع نادي ليفيرينج وWilmington Hammerheads FC ‏ وإندي إليفن وNew York Red Bulls U-23 ‏.

## وصلات خارجية
- كيث كاردونا على موقع قاعدة بيانات كرة القدم.إي يو (الإنجليزية)
- كيث كاردونا على موقع Soccerway.com (الإنجليزية)